# Golden Age (2019)
Golden Age ist ein Dokumentarfilm von Beat Oswald aus dem Jahr 2019.

## Inhalt
Das Filmdebüt von Beat Oswald gewährt Einblicke in die Luxus Altersresidenz „Palace“ in Miami. In dokumentarischen und gleichzeitig künstlerischen Aufnahmen, wird gezeigt, wie die Bewohner ihren letzten Lebensabschnitt verbringen. Dabei werden einzelne Porträts der Bewohner inszeniert als auch ihre diversen Aktivitäten von der Happy Hour bis zur Halloween Party.

## Festivals
- Compétition nationale Visions du Réel Nyon[3]